# Environnement capacitant
 (novembre 2020).
- Si vous ne connaissez pas le sujet, laissez ce bandeau (vous pouvez alors contacter les auteurs).
- Si vous supprimez le contenu mis en cause (vous pouvez préalablement contacter les auteurs),

argumentez précisément cette suppression dans la page de discussion
(un manque de référence n'est pas un argument ; une recherche réelle de référence doit avoir été effectuée, être formellement documentée).
Le concept d'’environnement capacitant est un concept économique développé par l'économiste  indien Amartya Sen.

## Introduction
Le concept d'environnement capacitant, s'appuie notamment sur l’approche par les capabilités développée par Amartya Sen, qui l'a élaborée et diffusée au cours des années 1990 dans le domaine de la justice sociale. Le concept se centre sur le « pouvoir d’agir » des acteurs, en considérant que l'exercice effectif d’un pouvoir d’action dépend à la fois des possibilités (les ressources) offertes par l’environnement mais aussi des capacités des personnes à exercer ce pouvoir. L'approche par les capabilités va permettre de croiser ce que l'individu est capable de faire et ce que son environnement le rend capable de faire. Les ressources mises à disposition doivent être converties à partir de facteurs de conversions pour aboutir à des réalisations concrètes.  Elle est aujourd’hui relayée par les sociologues, les ergonomes et les économistes.

## Origine

### Les capabilités
Le concept d’environnement capacitant s'appuie sur l'approche par les capabilités (capabilities) développée par l'économiste  indien Amartya Sen.  Amartya Sen fonde son approche sur le concept de capabilités et établit un lien entre la question des libertés et la capacité d’agir. Les capacités diffèrent des capabilités en ce sens que les premières sont liées au fait de savoir-faire quelque chose, tandis que les secondes sont liées au fait d’être en mesure de réaliser quelque chose, elles représentent donc un pouvoir d’action. La capabilité définit un ensemble de possibilités à la fois pour l’individu qui la possède et pour l’organisation qui peut en bénéficier.
Sen définit les capabilités comme « les libertés réelles de mener une vie que l’on a des raisons de valoriser ». Cela renvoie à la relation que l'individu entretient avec son environnement.
Le cœur de la théorie de Sen repose sur l'idée de capabilités et relie la question des libertés à la capacité d’agir. Selon Sen, la capabilité est l'ensemble de ce que peut faire un individu réellement à un moment donné qu'il en fasse usage ou pas. La liberté réelle est la possession de capabilités, permettant à chacun de faire des choix dans tous les aspects de la vie. Ainsi, le bien-être et la liberté sont le résultat non seulement de ces options mais aussi d'un choix réel d'utiliser ces options. Son  approche est suffisamment riche pour qu'elle soit réappropriée par différentes disciplines.
L'approche par les capabilités offre une véritable valeur ajoutée pour essayer de comprendre comment les individus sont rendus capables d'apprendre et d'agir. « La capabilité éclaire l'agir en situation. Elle permet aux compétences d'être activées, de prendre forme. Elle est dans l'entre-deux, entre moyens et résultats de l’action. C'est en cela qu'elle devient extrêmement intéressante du point de vue des démarches d’ingénierie de formation. Elle n'isole ni l’individu, ni les conditions de l'action, ni l'environnement dans lequel se situe l'action. » (Fernagu Oudet, 2012).

### Apport de l'ergonomieconstructive
Le concept d'environnement capacitant a été  repris  en 2005 en France  par Pierre Falzon, ergonome et professeur au centre de recherche sur le travail et le développement, avec l'ergonomie constructive.
Pierre Falzon, s'intéressant aux questions de santé et de bien-être au travail, définit un environnement capacitant comme « un environnement favorable au développement du pouvoir d’agir des individus et de leurs dispositions à apprendre. Le pouvoir d'agir est à l’intersection de la capacité d’agir – qui représente une potentialité, un ensemble de ressources mobilisables en situation par un sujet, et des conditions propres aux situations dans lesquelles les sujets sont engagés. La première qualité d’un environnement capacitant serait… de ne pas être incapacitant »
En ergonomie, trois regards peuvent ainsi être portés sur la notion d'environnement capacitant (Falzon 2005) :
- préventif : non agressif pour l'individu, qui préserve ses capacités futures d'action ;
- universel : qui prend en compte les différences (anthropométrie, âge, sexe, capacités, maladie etc.) pour diminuer les inégalités et favoriser l'inclusion et l'intégration sociale ;
- développemental : qui favorise l'autonomie, l'efficacité, le développement des savoirs et de nouvelles compétences. Il permet d'élargir ses possibilités d'action et de contrôle sur la tâche et l'activité.

## Un environnement favorable au pouvoir d'agir des individus
Solveig Fernagu-Oudet, sociopédagogue et maitresse de conférence en Sciences de l’éducation, a choisi de développer ce troisième aspect.
Elle définit l'environnement capacitant comme « un environnement favorable au développement du pouvoir d'agir des individus ».
Le pouvoir d'agir est la capacité des individus à agir sur leur environnement croisée avec les potentialités offertes par cet environnement.
Pouvoir agir et pouvoir d'agir se distinguent par le fait que le pouvoir agir renvoie aux dimensions environnementales de la compétence (je peux le faire, j'en ai les moyens) alors que le pouvoir d'agir renvoie aux dimensions croisées et indissociables du « vouloir, pouvoir, savoir agir » (je peux le faire, je veux le faire, je sais le faire, et j'en prends les moyens).
« L'exercice effectif d'un pouvoir d’action dépend à la fois des possibilités (les ressources) offertes par l'environnement et des capacités des personnes à exercer ce pouvoir : bagage expérientiel, compétences, désir d’agir, perception des possibilités d’action, capacité de projection, etc. ».(Fernagu-Oudet , 2012). Ainsi pour rendre un environnement de travail ou de formation capacitant, il n'est pas seulement question de mettre des ressources à disposition mais il faut aider les individus à mobiliser et utiliser les ressources qui sont à leur disposition. Il faut penser l'environnement en termes de ressources utiles, de possibilités données mais aussi réfléchir aux moyens offerts aux individus afin qu'ils mobilisent leurs capacités pour exploiter cet environnement. Il s'agit de savoir comment on rend les individus capables d'apprendre, et d'analyser comment les individus s'approprient ces ressources afin d'optimiser leurs possibilités d'action. Un environnement capacitant doit susciter  l’envie d'apprendre, donner la possibilité d’exercer ses compétences et d’en acquérir de nouvelles. C'est un environnement qui « met en capacité de », qui est capabilisant, et place les individus en situation de développer leur compétence à développer des compétences (pouvoir d’agir). Il permet aux individus d'élargir leurs possibilités d'action (Falzon 2013).

## Facteurs de conversion
Les ressources mises à la disposition des individus ne sont pas suffisantes pour les faire agir, pour leur donner envie d'agir. Une ressources pour qu'elle soit ressource doit être converti en capacité d'action, avec capacité de choix. Elles doivent être converties à partir de « facteurs de conversion », c'est-à-dire un « ensemble de facteurs qui facilitent (ou entravent) la capacité d'un individu à faire usage des ressources à sa disposition pour les convertir en réalisations concrètes » (Fernagu-Oudet, 2012, p. 10). Ces conditions favorables ont tout à la fois des dimensions individuelles, sociales, environnementales et organisationnelles. Ces facteurs de conversion peuvent être internes ou externes à l'individu  (Fernagu-Oudet, 2012).

## Exemples de mise en perspective des environnements capacitants
Dans un article de 2014, Aude Villemain et  Yannick Lémonie observent l'activité des techniciens de la base polaire Dumont-d'Urville. L'objectif de l'article est d’étudier l’apprentissage-développement d’opérateurs hivernants, en mettant en tension deux modèles pour éclairer les conditions favorisant l’apprentissage au travail : l’approche des environnements capacitants et celle du Workplace Learning développé par Billett (2001).
Dans un article de 2019, Marc Nagels observe des plateformes de formation à distance et donne un exemple concret du fonctionnement des facteurs de conversion à travers l'utilisation d'une LMS et montre comment un environnement capacitant peut aider les apprenants à mobiliser les ressources et donc leur pouvoir d'agir.